# Turó de les Creus

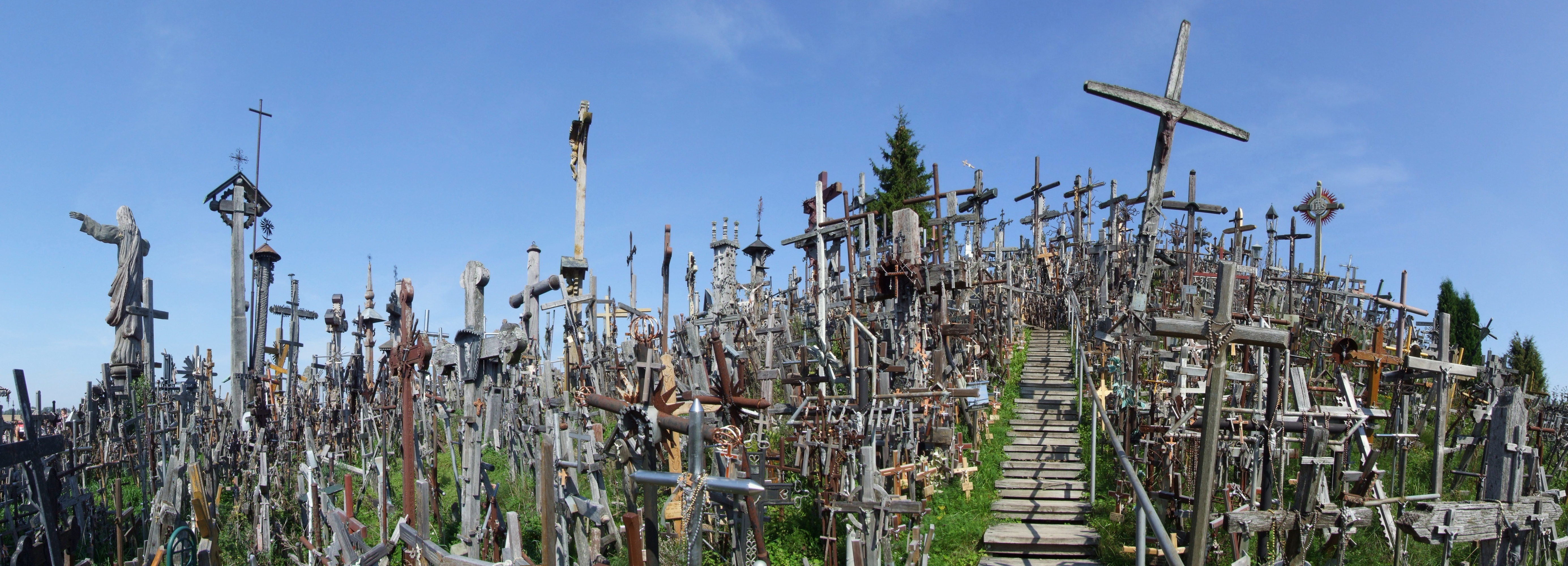
Turó de les Creus

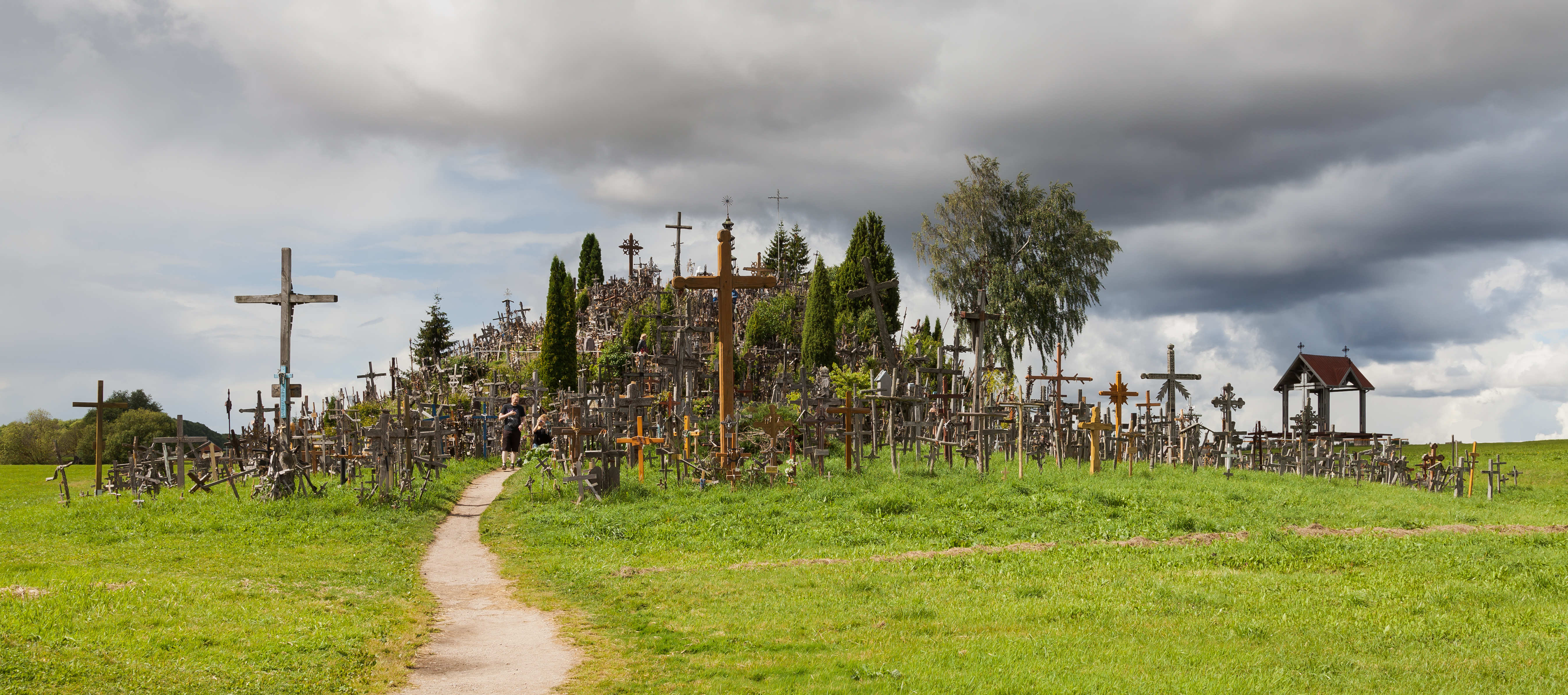
Vista general del Turó de les creus

El Turó de les Creus (en lituà  Kryžių kalnas (?·pàg.)) és un lloc de pelegrinatge situat a uns 12 km al nord de la ciutat lituana de Šiauliai. L'origen precís de la pràctica de col·locar creus sobre el turó no és clar, però es creu que les primeres creus foren col·locades en el castre de Jurgaičiai o Domantai després de la Revolta de novembre. Generacions després, els pelegrins catòlics no només han dut fins al turó creus, sinó també crucifixos gegants, talles de fusta de patriotes lituans, estàtues de la Verge Maria i cententas d'efígies i rosaris. El nombre exacte de creus és desconegut, però algunes estimacions el situen entre 55.000 el 1990 i 100.000 el 2006.